# 霍氏猫蛛
霍氏猫蛛（学名：Oxyopes hotingchiehi）为猫蛛科猫蛛属的动物。在中国大陆，分布于湖北、浙江、湖南、广东、福建等地。该物种的模式产地在武昌。